# Luchthaven Mosjøen Kjærstad
Luchthaven Mosjøen Kjærstad (Noors:  Mosjøen lufthavn Kjærstad, IATA: MQN, ICAO: ENRA) is een vliegveld bij de Noorse stad Mosjøen in de provincie Nordland. Het vliegveld wordt geëxploiteerd door het staatsbedrijf Avinor. 
Het vliegveld werd geopend in 1987 en was toen eigendom van de gemeente Vefsn. Sinds 1998 is het eigendom van de staat. Het vliegveld wordt bediend door Widerøe. De maatschappij vliegt dagelijks  op Trondheim, Bodø en Oslo.
Het vliegveld loopt een grote kans om op termijn gesloten te worden. In 2017 werd een transportplan aangenomen in de Storting waarin is opgenomen om bij Mo i Rana een geheel nieuw vliegveld te bouwen met een langere landingsbaan. De bestaande vliegvelden in Mosjøen, Mo i Rana en Sandnessjøen zouden dan gesloten worden. 